# Liste der mexikanischen Kinofilme 1940
Die Liste der mexikanischen Kinofilme des Jahres 1940 führt alle in diesem Jahr in Mexiko gedrehten Langfilme auf. Insgesamt gab es in diesem Jahr 27 mexikanische Produktionen. Die in dieser Liste aufgeführten Informationen basieren auf David E. Wilts Buch „The Mexican Filmography 1916 through 2001“, der die vollständigste Filmographie für Mexiko vorgelegt hat.

## Legende
- Titel: Nennt soweit vorhanden den offiziellen deutschen Filmtitel, andernfalls den spanischen Originaltitel.
- Regisseur: Nennt den Regisseur oder die Regisseure des Films.
- Genre: Nennt die Genrezuordnung.
- Darsteller: Nennt drei Hauptdarsteller.
- Besonderheiten: Führt Besonderheiten und Hintergründe zum Film auf.

## Filmliste
| Titel                                          | Regisseur               | Genre                                  | Darsteller                                               | Besonderheiten |
| ---------------------------------------------- | ----------------------- | -------------------------------------- | -------------------------------------------------------- | --- |
| Ahí está el detalle                            | Juan Bustillo Oro       | Filmkomödie                            | Cantinflas; Joaquíen Pardavé; Sara García                | Es gibt eine Neuverfilmung aus dem Jahr 1950 unter dem Titel Vivillo desde chiquillo.                                                       |
| Al son de la marimba                           | Juan Bustillo Oro       | Filmkomödie                            | Fernando Soler; Emilio Tuero; Marina Tamayo              | Es gibt eine Neuverfilmung aus dem Jahr 1952 unter dem Titel Por ellas aunque mal paguen.                                                   |
| Allá en el trópico                             | Fernando de Fuentes     | Ländliches Melodram                    | Tito Guízar; Esther Fernández; Carlos López              | Fuentes vereinte für diesen Film erneut viele Mitglieder des Casts und der Crew von Allá en el Rancho Grande aus dem Jahr 1937.             |
| Amor de mis amores                             | René Cardona            | Melodram                               | Rafael Falcón; Josefina Escobedo; Julieta Palavicini     | |
| El Charro Negro                                | Raúl de Anda            | Ranchera; Abenteuerfilm                | Raúl de Anda; María Luisa Zea; Emilio Fernández          | Zu dem Film wurden drei Fortsetzungen in den Jahren 1941 und 1949 produziert.                                                               |
| Con su amable permiso                          | Fernando Soler          | Filmkomödie                            | Fernando Soler; Virginia Serret; René Cardona            | Es handelt sich um die Fortsetzung von Pobre diablo aus demselben Jahr.                                                                     |
| Creo en Dios (Secreto de confesión)            | Fernando de Fuentes     | Historienfilm; Melodram                | Fernando Soler; Isabela Corona; Miguel Angel Ferriz      | |
| Cuando la tierra tembló                        | Antonio Helú            | Filmdrama                              | Arturo de Córdova; Emilio Tuero; Carmen Hermosillo       | |
| Hasta que llovió en Sayula (Suerte te dé Dios) | Miguel Contreras Torres | Filmkomödie                            | Carlos López; Emma Roldán; Leopoldo Beristáin            | |
| Hombre o demonio (don Juan Manuel)             | Miguel Contreras Torres | Historienfilm; Melodram                | Medea de Novara; Arturo de Córdova; Julio Villareal      | Neuverfilmung des Films Don Juan Manuel aus dem Jahr 1919.                                                                                  |
| El insurgente                                  | Raphael J. Sevilla      | Historienfilm                          | José Crespo; Virginia Serret; Miguel Wimer               | |
| El jefe máximo                                 | Fernando de Fuentes     | Filmkomödie                            | Leopoldo Ortín; Joaquíen Pardavé; Gloria Marín           | |
| Mala yerba                                     | Gabriel Soria           | Ranchera; Melodram                     | Arturo de Córdova; Pedro Armendáriz; Lupita Gallardo     | |
| Mi madrecita                                   | Francisco Elías         | Melodram                               | Sara García; Julián Soler; Julieta Palavicini            | |
| El milagro de Cristo                           | Francisco Elías         | Melodram                               | Arturo de Córdova; María Luisa Zea; Linda Gorráez        | |
| Papá se desenreda                              | Miguel Zacarías         | Filmkomödie                            | Leopoldo Ortín; Sara García; Miguel Montemayor           | Es handelt sich um die Fortsetzung von Los enredos de papá aus dem Jahr 1938.                                                               |
| Papá se enreda otra vez                        | Miguel Zacarías         | Filmkomödie                            | Leopoldo Ortín; Sara García; Miguel Montemayor           | Es handelt sich um die Fortsetzung von Papá se desenreda aus demselben Jahr.                                                                |
| Pobre diablo                                   | José Benavides          | Filmkomödie                            | Fernando Soler; Manolita Saval; Carlos Orellana          | Es handelt sich um die Fortsetzung von Con su amable permiso aus demselben Jahr.                                                            |
| Por una mujer                                  | Roberto Guzmán          | Melodram                               | Antonio Badú; Esther Zepeda; Natalia Ortíz               | Der Film wurde erst 1945 veröffentlicht. |
| Rancho Alegre                                  | Rolando Aguilar         | Ranchera                               | Raúl de Anda; Carmen Conde; Emilio Fernández             | |
| Recordar es vivir                              | Fernando A. Rivero      | Dokumentarfilm                         |                                                          | Zusammenschnitt verschiedener Dokumentar- und Filmaufnahmen. 1947 als Canciones y recuerdos in aktualisierter Fassung wiederveröffentlicht. |
| El secreto del sacerdote                       | Joselito Rodríguez      | Melodram                               | Arturo de Córdova; Alicia de Phillips; Pedro Armendáriz  | Im Alter von drei Jahren gibt Evita Muñoz ihr Schauspieldebüt.                                                                              |
| La torre de los suplicios                      | Raphael J. Sevilla      | Abenteuerfilm; Historienfilm; Melodram | Ramón Pereda; Margarita Mora; José Crespo                | |
| Las tres viudas de Papá                        | Miguel Zacarías         | Filmkomödie                            | Leopoldo Ortín; Sara García; Virginia Serret             | Vierter und letzter Teil der Papá-Serie. Fortsetzung von Papá se enreda otra vez aus demselben Jahr.                                        |
| Los últimos días de Pompeyo                    | Rafael E. Portas        | Filmkomödie                            | Leopoldo Ortín; Domingo Soler; Aurora Campuzano          | |
| Viejo nido                                     | Vicente Oroná           | Melodram                               | Prudencia Grifell; Alfredo del Diestro; Graciela de Lara | |
| El Zorro de Jalisco                            | José Benavides          | Abenteuerfilm; Ranchera                | Pedro Armendáriz; Consuelo de Alba; Emilio Fernández     | |